# João Guilherme Wiesinger
João Guilherme Wiesinger (São Paulo 30 de outubro de 1985) é atleta profissional brasileiro de Beach Tennis

## Biografia
Nascido em São Paulo, aprendeu a jogar tênis com o pai desde muito pequeno. Em 1995 mudou para Varginha/MG com sua família, onde se aproximou  mais do esporte, sua primeira vitória no tênis foi com 11 anos de idade em São Gonçalo do Sapucai em Minas Gerais.
Em 1997 perdeu o seu pai e incentivador e mesmo com 12 anos de idade não desistiu dos seus sonhos, sempre apoiado em sua mãe Maria Eunice de Melo e seu irmão João Luiz Wiesinger Júnior.
Em 2007, iniciou a carreira de tenista profissional e teve o seu maior marco como 630º do Mundo no Ranking da Associação Profissional de Tênis (ATP)
Em 2010 se formou em Educação Física e passou a exercer a profissão de professor, carreira que perdura por mais de 10 anos.
Em 2016, João viu no Beach Tennis uma oportunidade de voltar a competir e participar de grandes torneios e desde então vem ganhando destaque no esporte.
Foi professor no Pinheirinho Beach & Tennis em Vinhedo e em janeiro de 2022 retornou para São Paulo capital, onde além de profissional, ministra aulas de Beach Tennis na Arena Ibirapuera. 
João é casado com Mariane Quirino desde 2018 e possui um filho chamado Bernardo, nascido em 2021.

O atleta está entre os TOP 15 melhores jogadores do mundo no ranking internacional de Beach Tennis (ITF) e está entre os TOP 10 melhores jogadores do Brasil

## Ranking
- Atual Ranking International Tennis Federation (ITF): 15º
- 6º no Brasil